# Most zwodzony

Mechanizm mostu zwodzonego

Most zwodzony – rodzaj mostu ruchomego, w którym przynajmniej jedno przęsło jest podnoszone, umożliwiając przepłynięcie jednostek pływających. 
Podnoszenie przęsła jest ułatwione z reguły przez zastosowanie mechanizmu przeciwwagi. Mosty zwodzone mogą być jedno- lub dwuskrzydłowe. Na ogół mosty zwodzone są mostami drogowymi, do wyjątków należą mosty kolejowe, jak na przykład kolejowy most zwodzony nad Regalicą i most w Trondheim.
Historycznie mosty zwodzone (jednoskrzydłowe) pośredniczyły między zamkami, miastami i innymi obwarowaniami a otaczającą je przestrzenią. Pod nimi znajdowała się fosa. Były podnoszone w przypadku zagrożenia, a z reguły także i na noc.
Do najsłynniejszych mostów zwodzonych należy Tower Bridge w Londynie z końca XIX wieku.

polski znak ostrzegawczy A-13 „ruchomy most” przed mostem zwodzonym
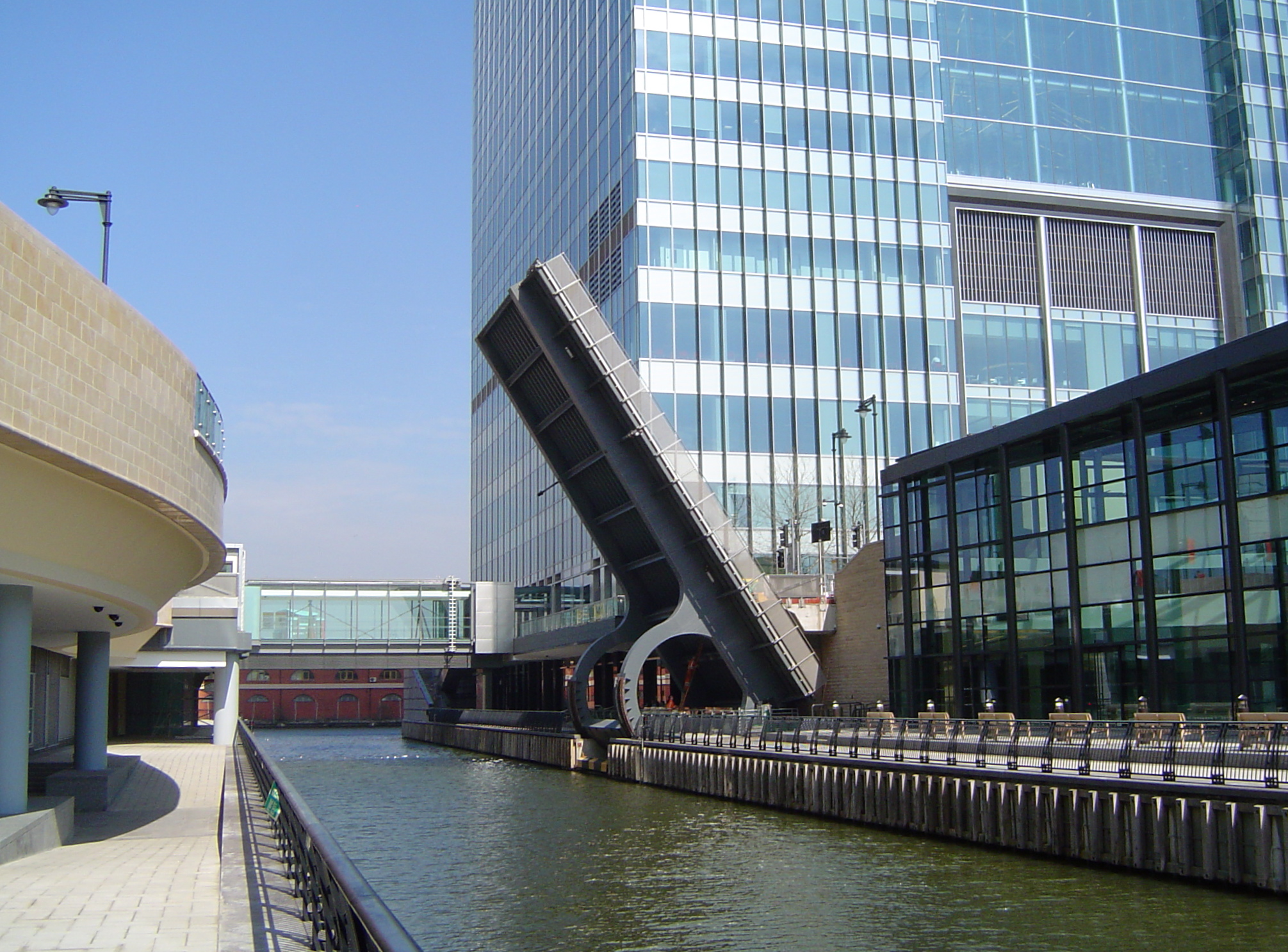
Jednoskrzydłowy most zwodzony
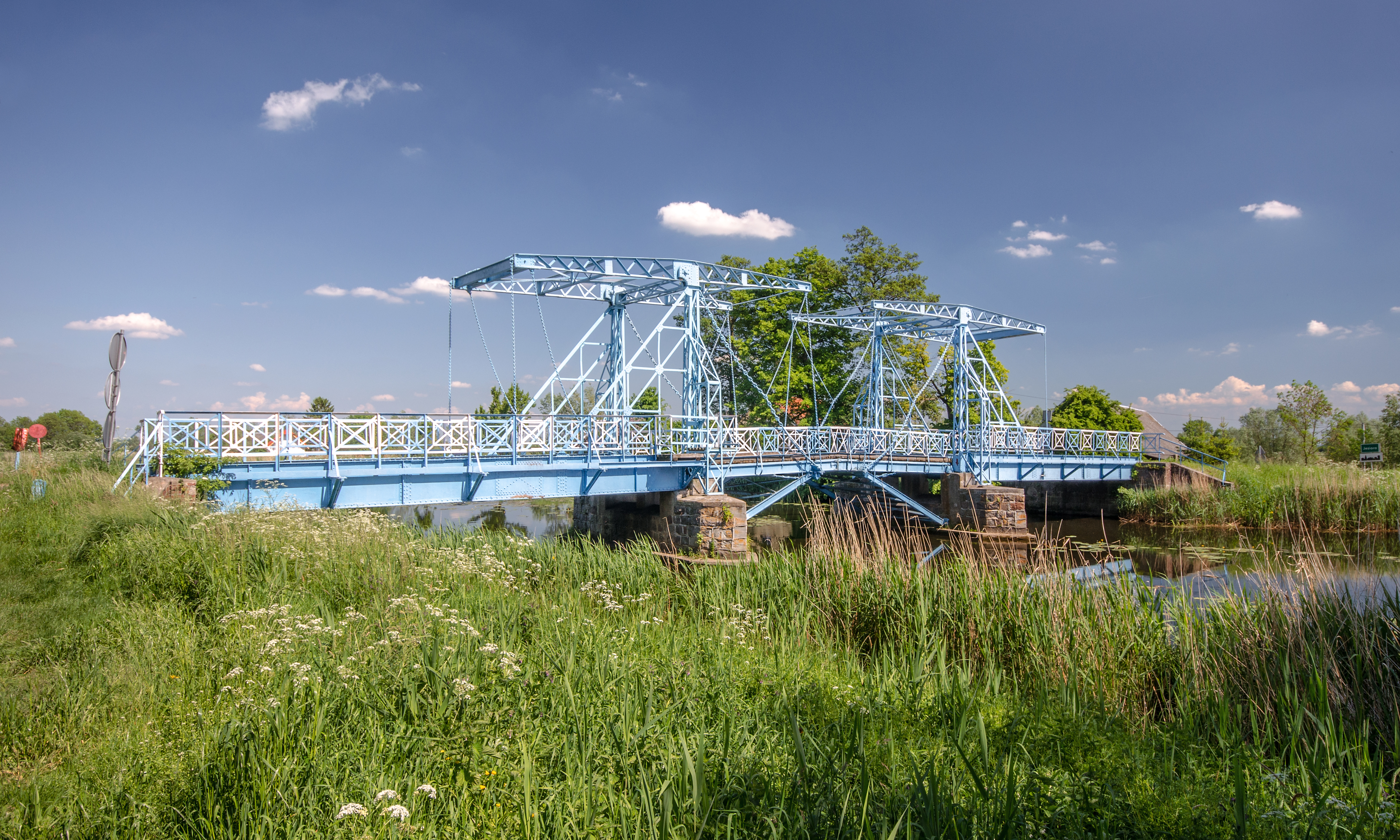
Dwuskrzydłowy most w Jeziorze
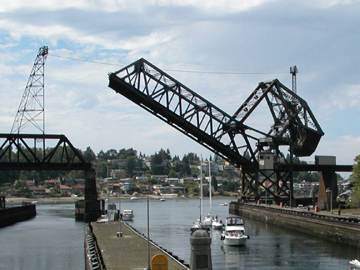
Salmon Bay Bridge w Seattle, USA